# Festival Vegetariano

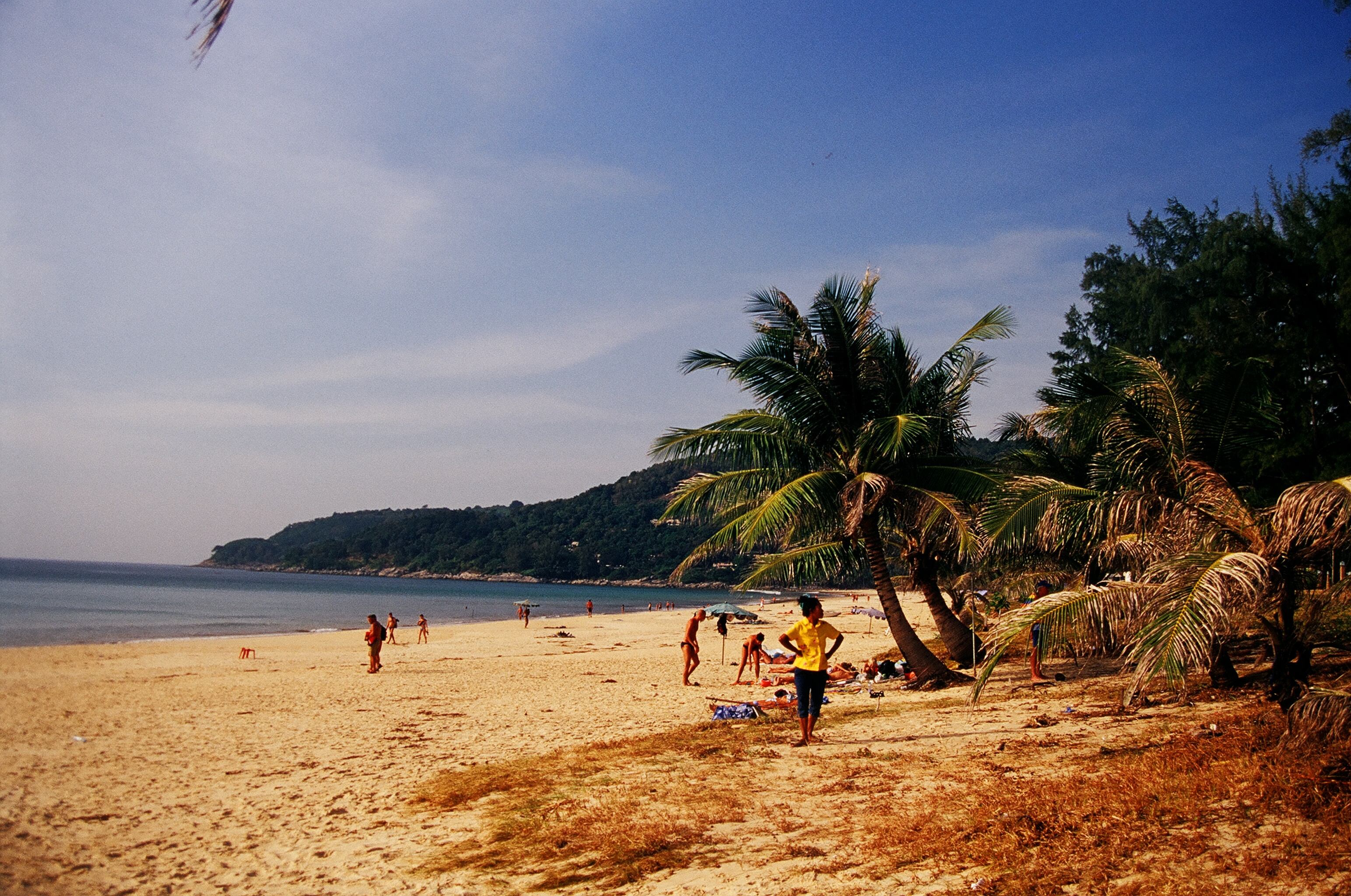
Paisagem da Ilha de Phuket

O Festival Vegetariano é uma celebração anual realizada na Ilha de Phuket, na Tailândia, em prol do vegetarianismo, pregando a punição física como forma de purificação e como meio de livrar a comunidade de transgressões. De origem chinesa, o evento é celebrado no nono mês lunar do calendário lunar, e ressalta o esforço dos rituais purificadores que marcam os nove dias de celebração.
O festival é celebrado pelas comunidades chinesas locais, que acreditam que a perfuração facial, a meditação e o vegetarianismo os ajudam a obter saúde e paz interior.

## Galeria

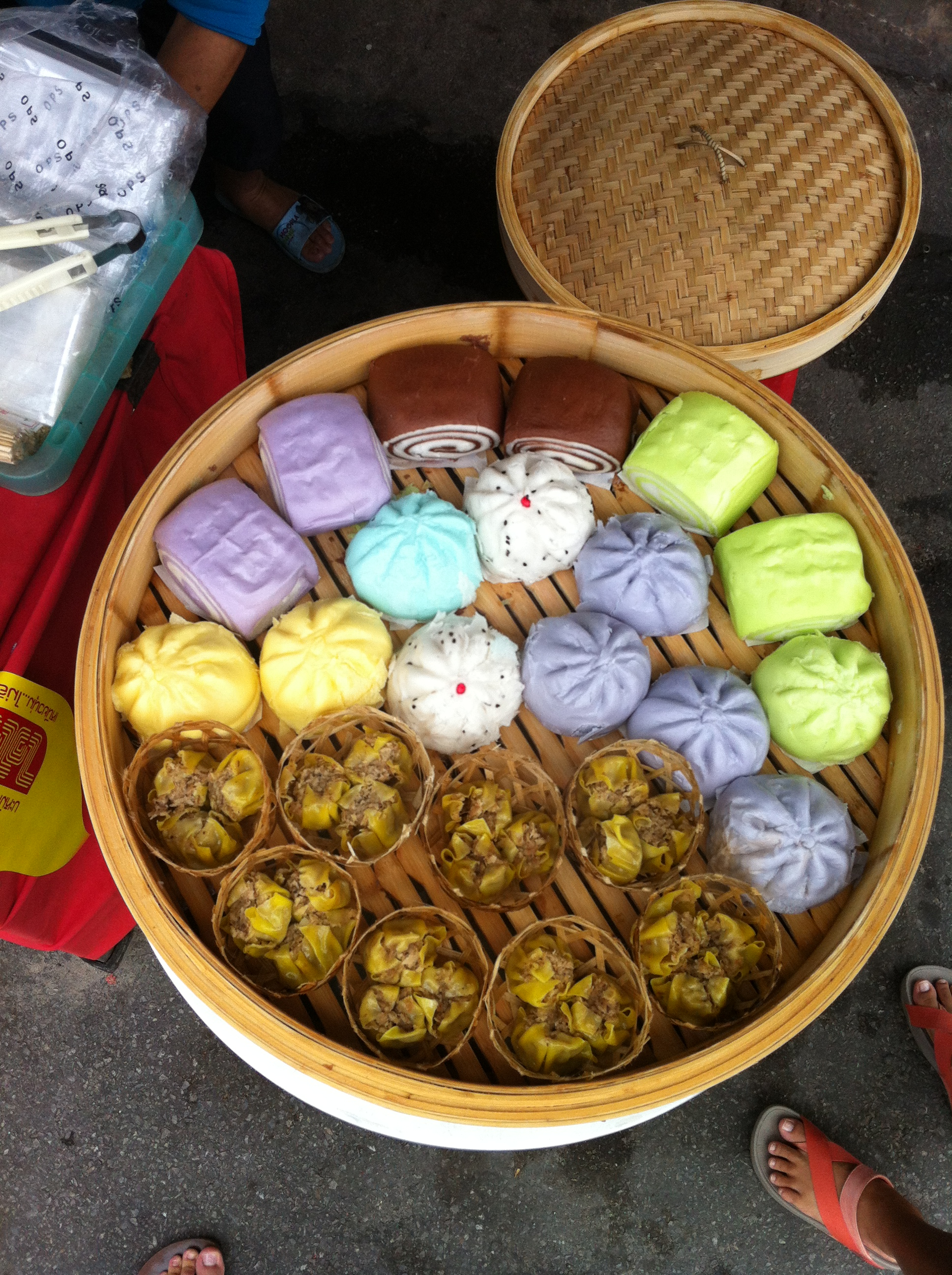
As ruas ficam repletas de barracas oferecendo comida vegetariana tailandesa e chinesa.
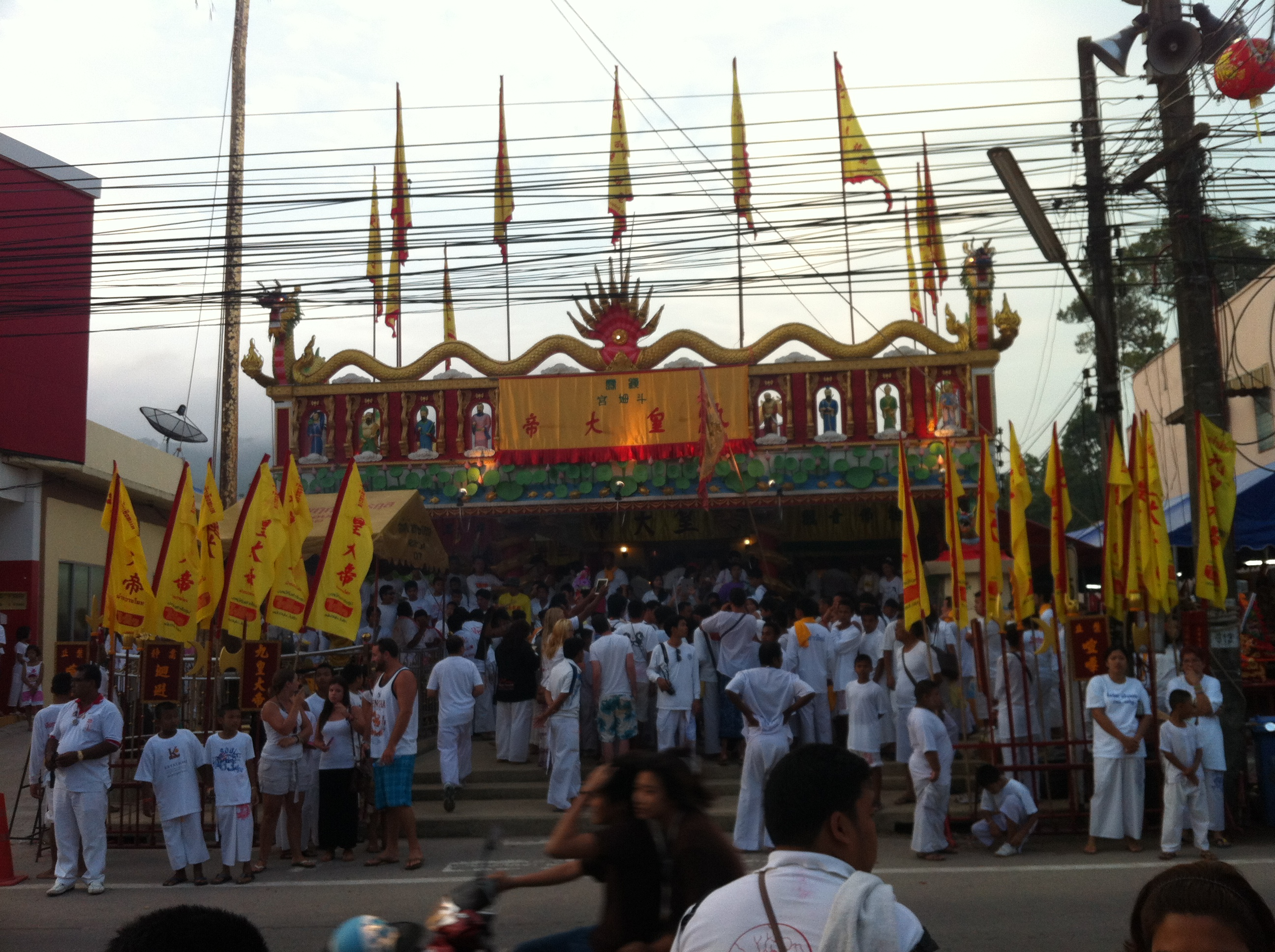
Pessoas se reúnem desde o início da manhã para assistir à cerimônia de perfuração e para participar do desfile em seguida.
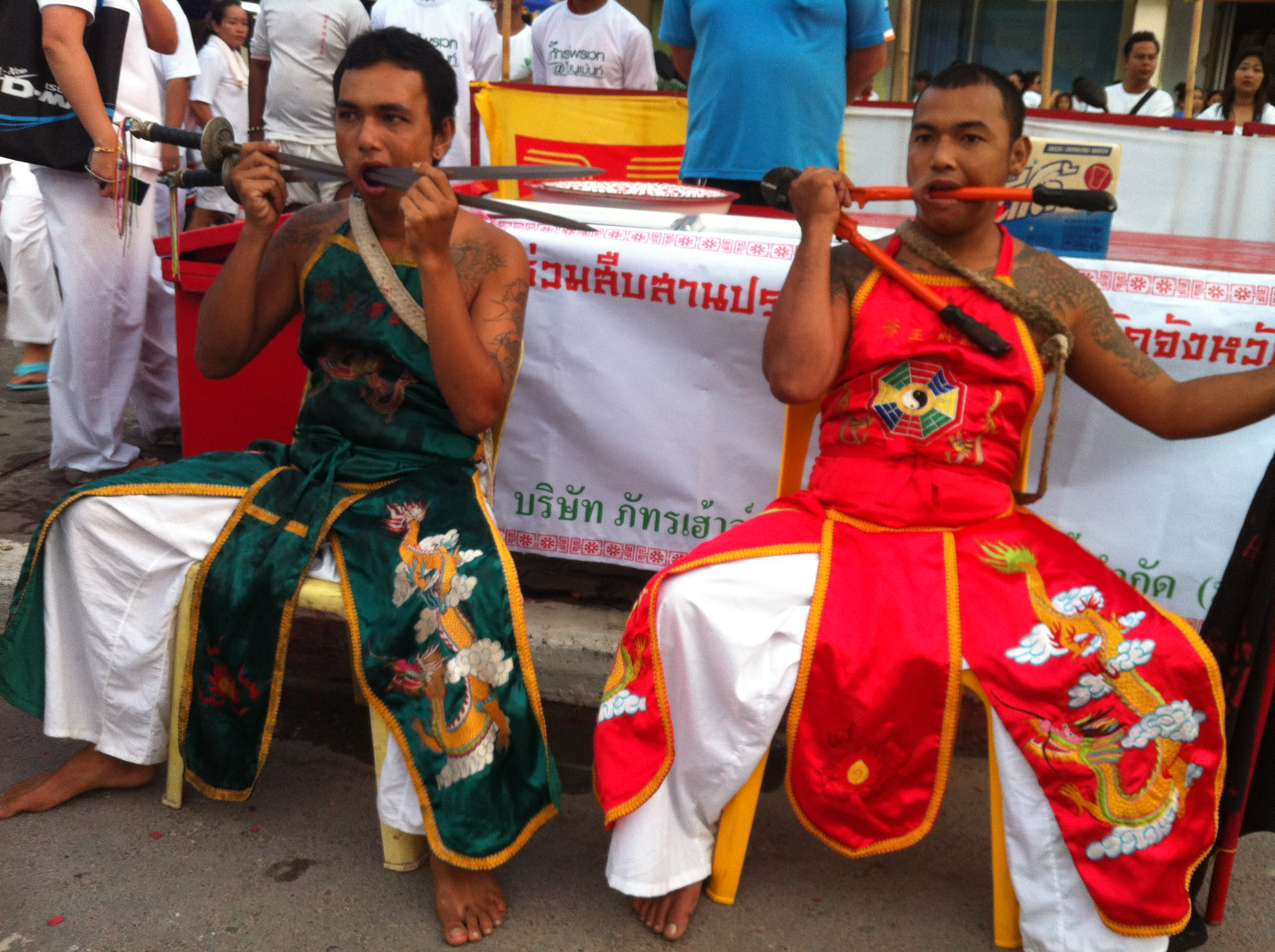
Músicos se preparam para participar da parada matutina.
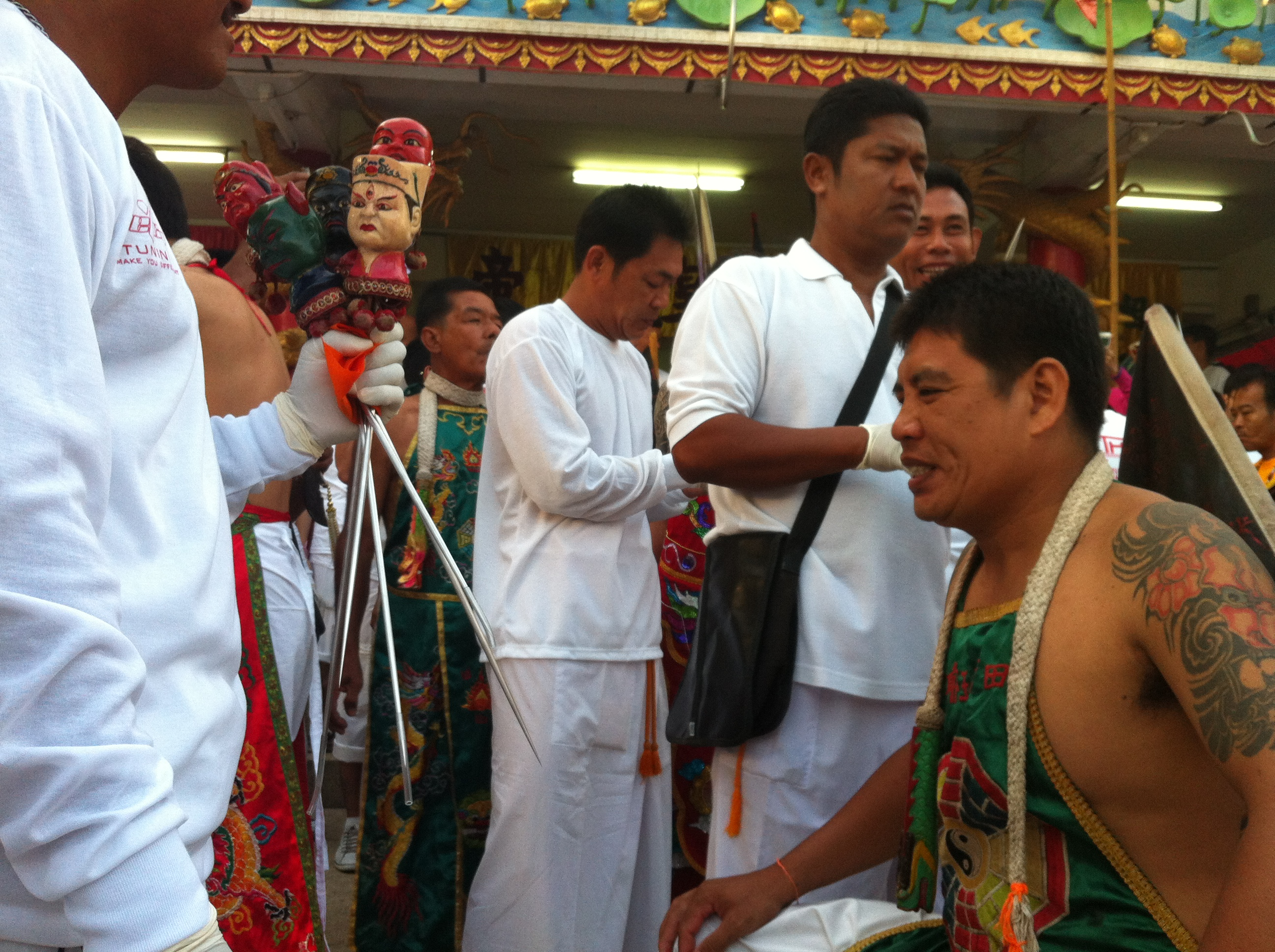
Homem se prepara para ter sua face perfurada.
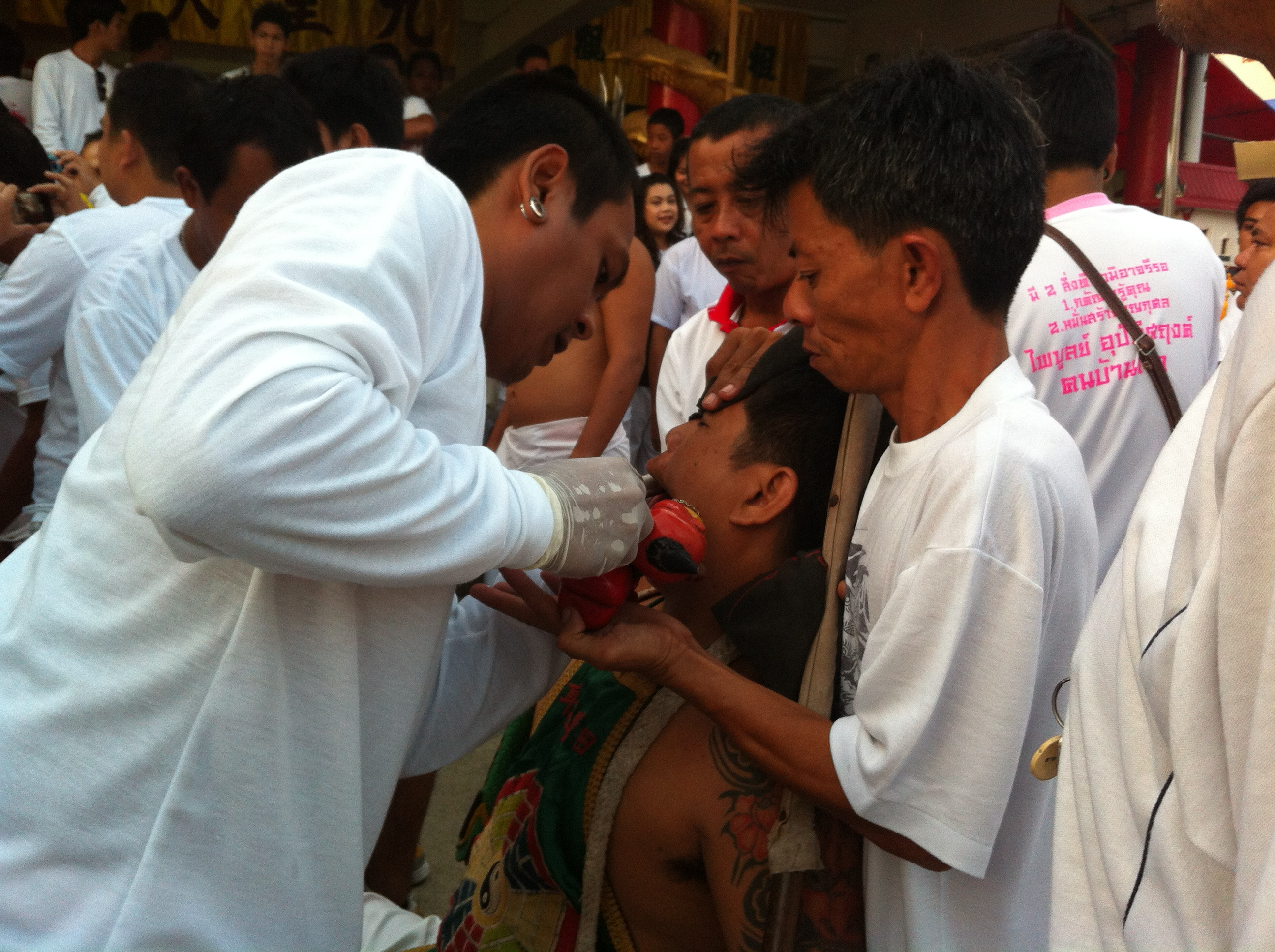
A perfuração é supervisionada por equipe médica e é feita com instrumentos especiais.
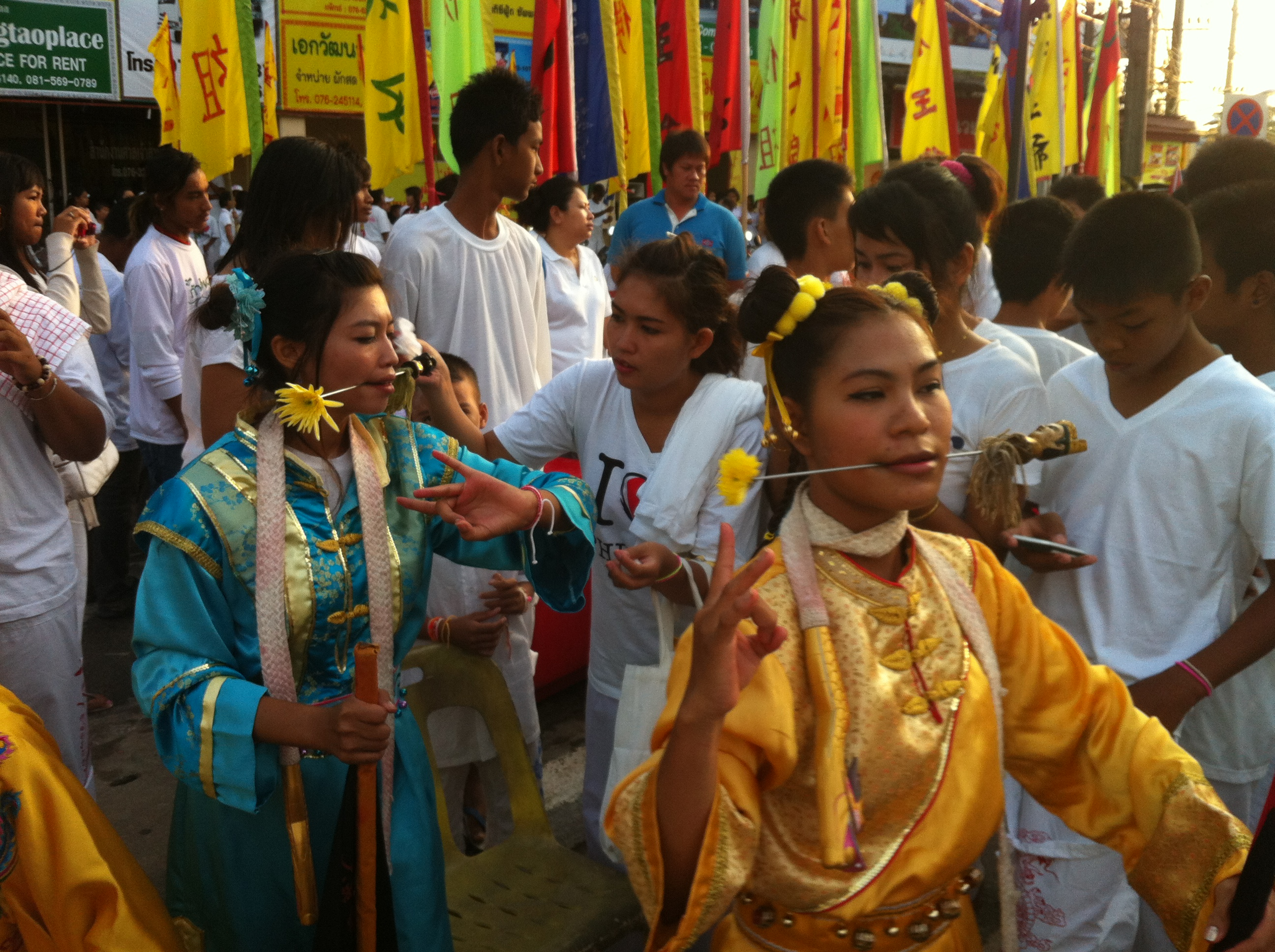
Musicistas.
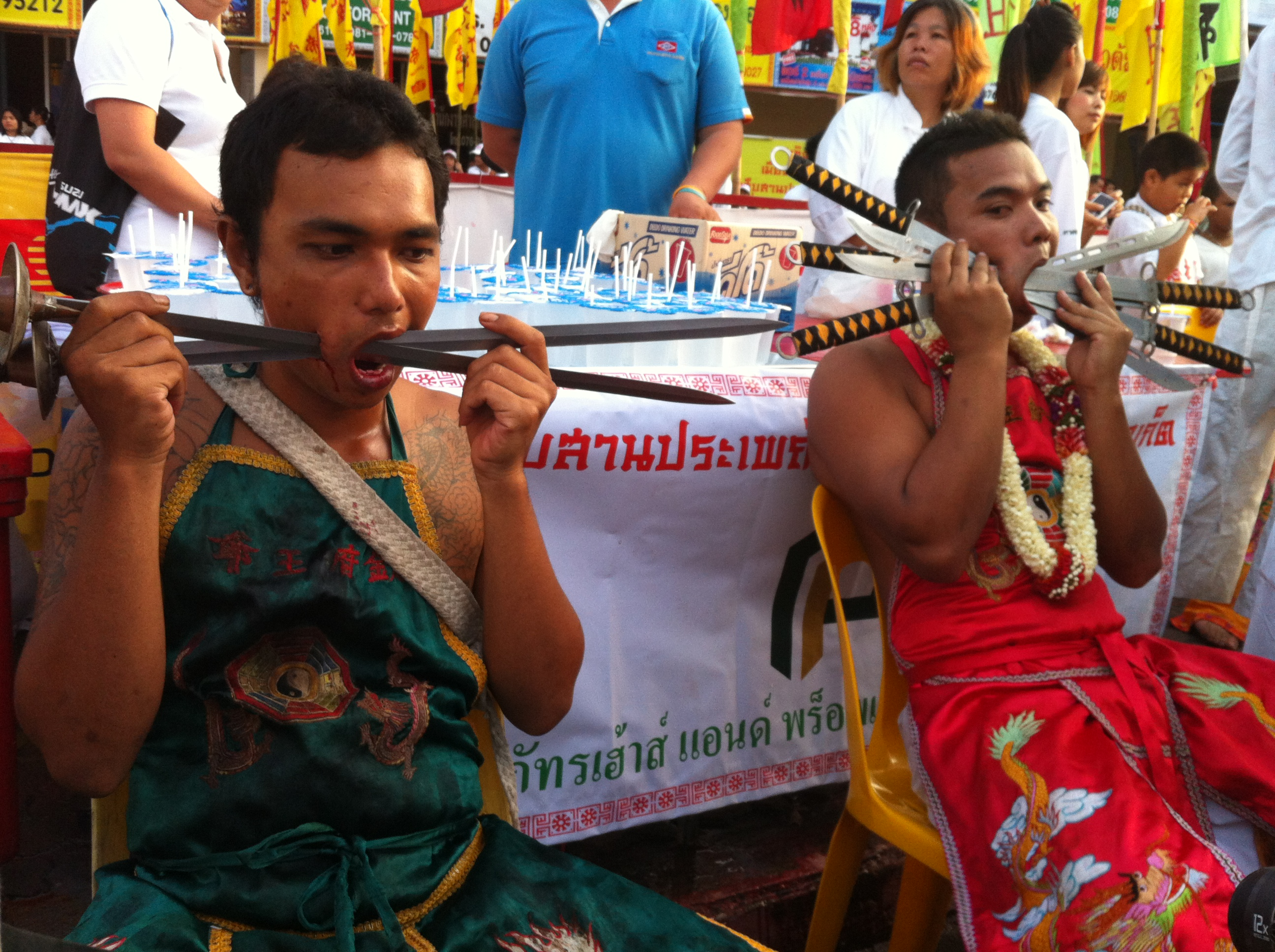
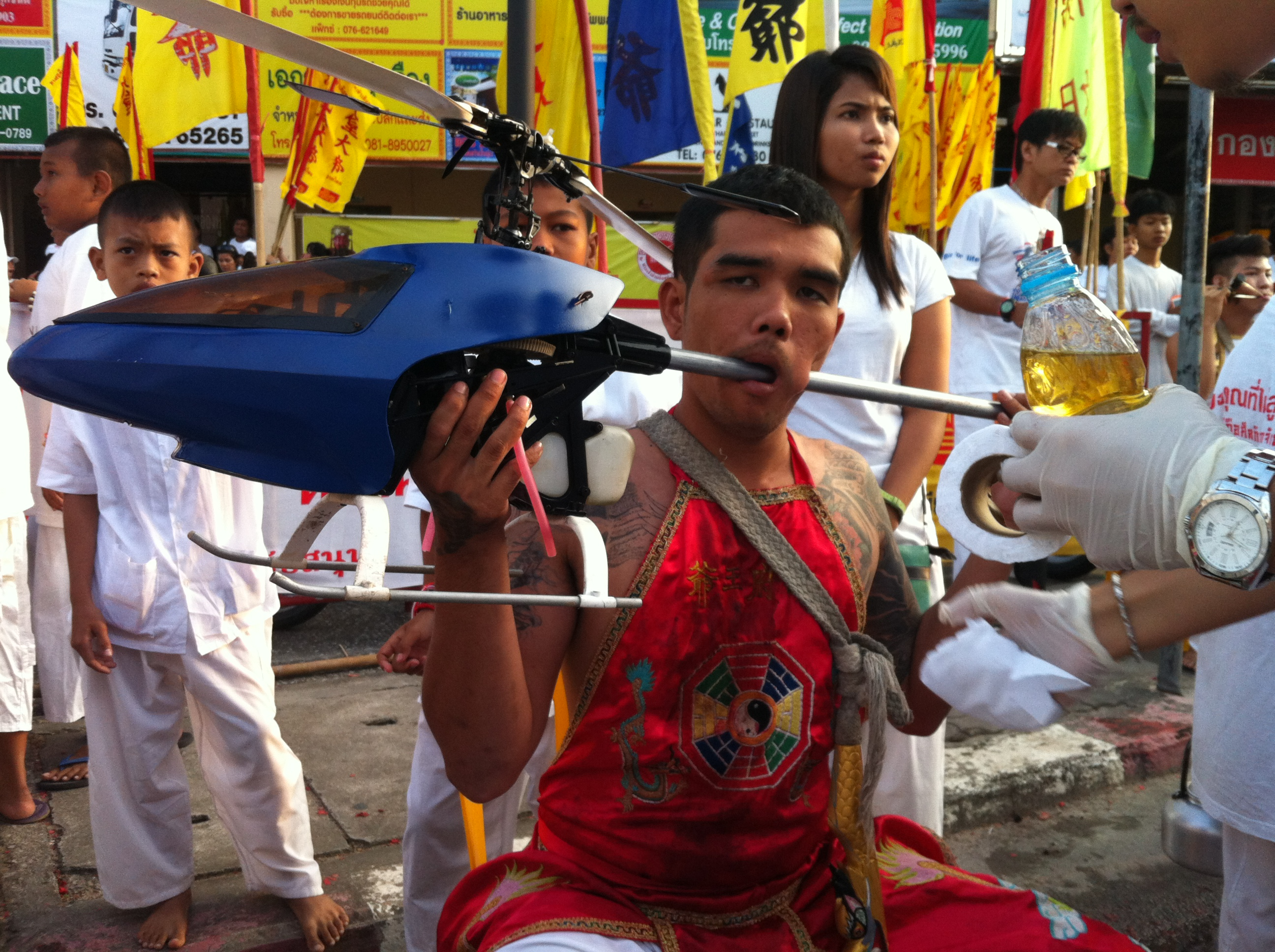
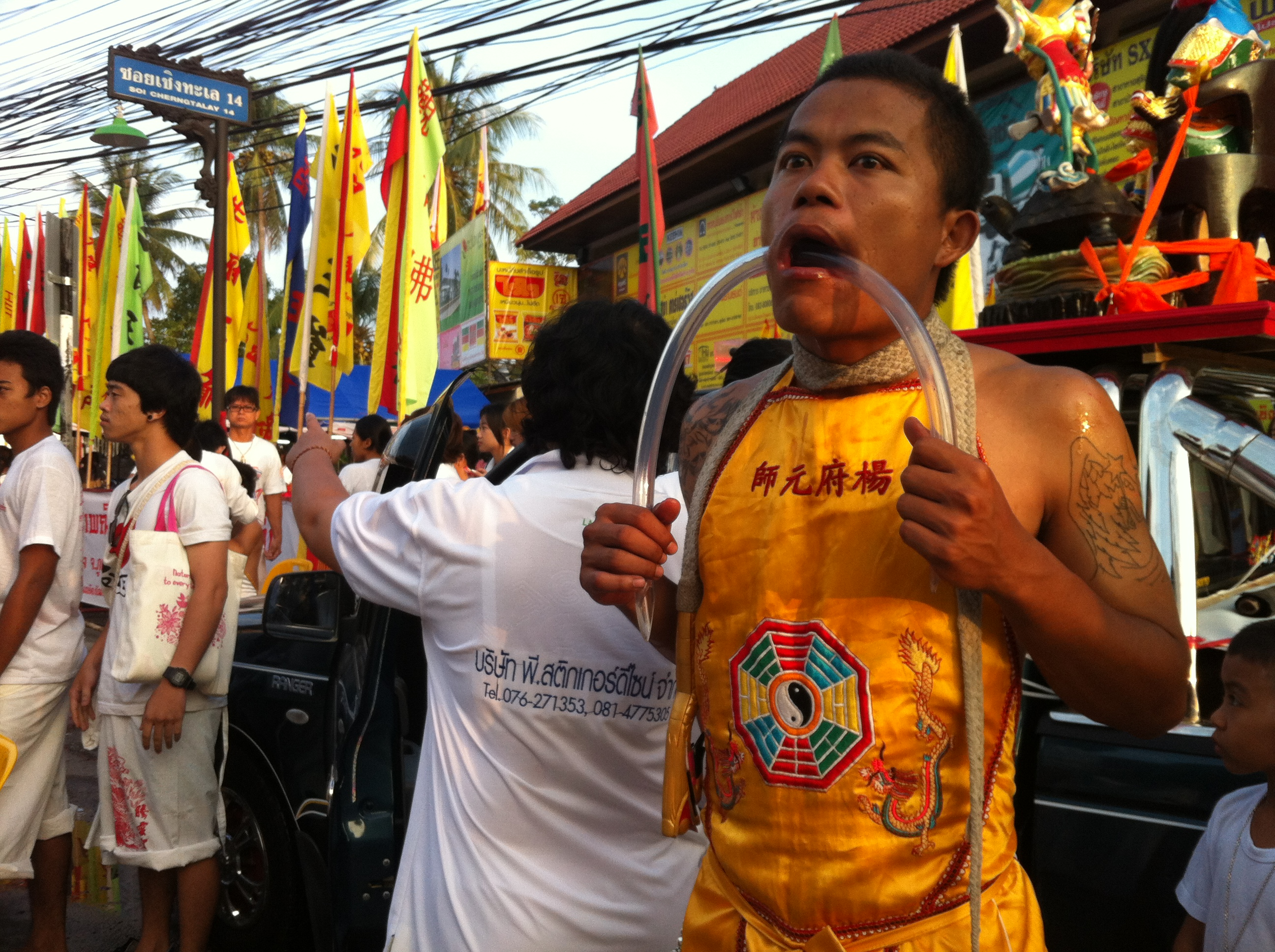
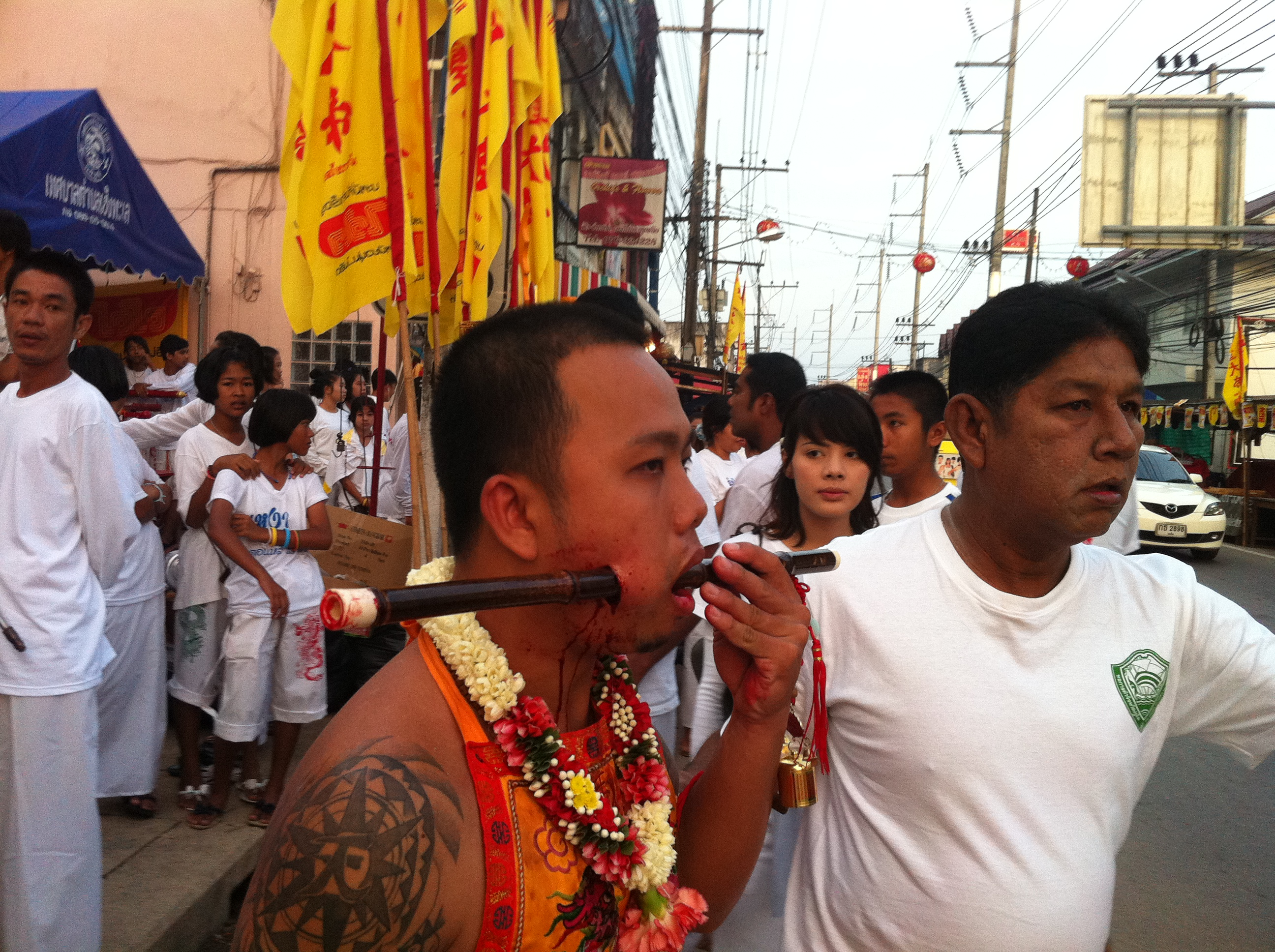
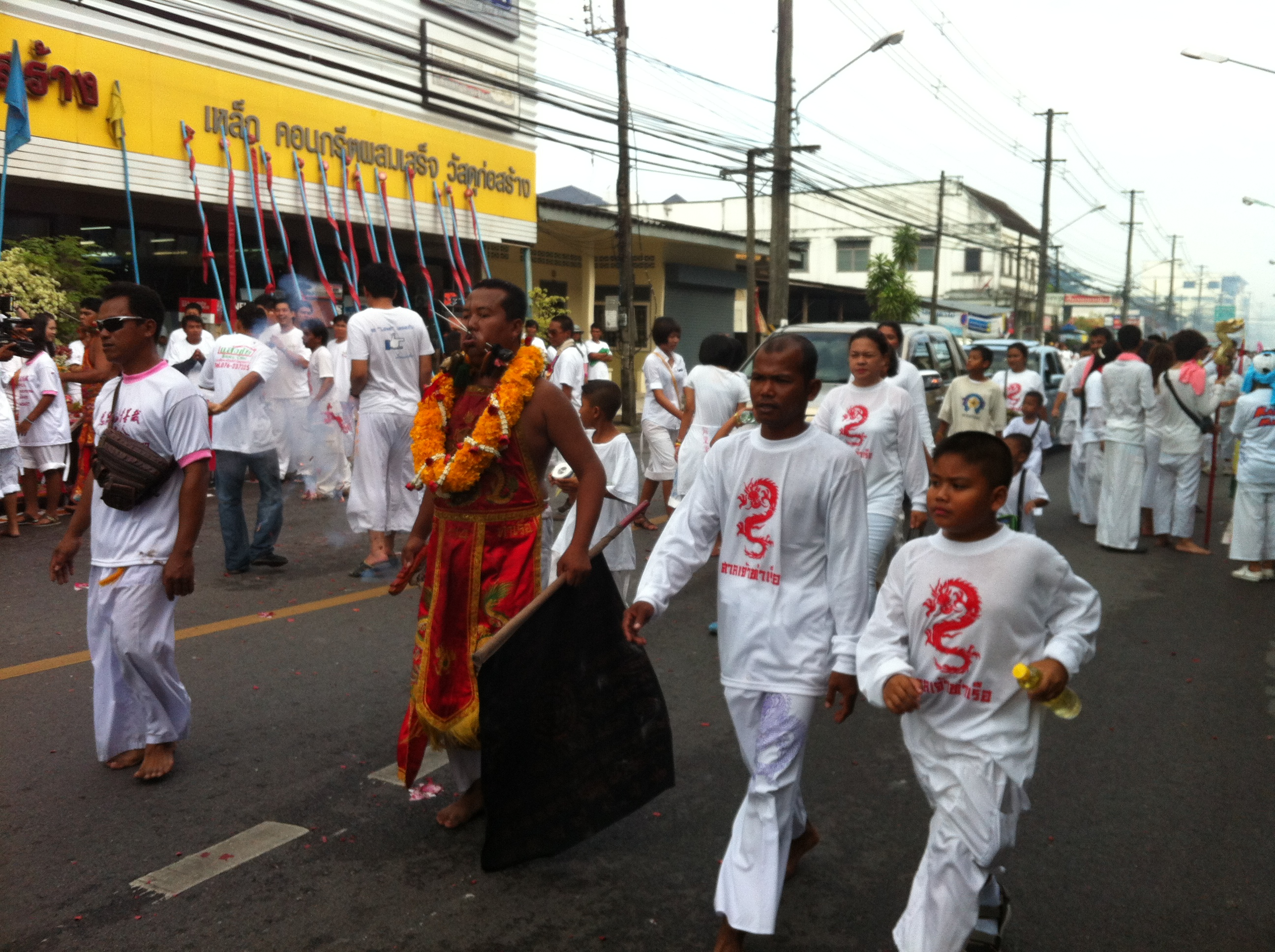
Desfile.